# Rinodina calcigena
Rinodina calcigena är en lavart som först beskrevs av Thore M. Fries och som fick sitt nu gällande namn av Bernt Arne Lynge. 
Rinodina calcigena ingår i släktet Rinodina, och familjen Physciaceae. Arten är reproducerande i Sverige.